# NGC 3808A
NGC 3808A (również PGC 36228) – galaktyka spiralna (Sc), znajdująca się w gwiazdozbiorze Lwa. Nie jest obiektem NGC, lecz nosi takie oznaczenie, gdyż znajduje się w pobliżu galaktyki NGC 3808 i oddziałuje z nią grawitacyjnie. Galaktyki te zostały skatalogowane jako Arp 87 w Atlasie Osobliwych Galaktyk Haltona Arpa i znajdują się w odległości ok. 330 mln lat świetlnych od Ziemi. Galaktyki przeszły w przeszłości obok siebie, czego dowodem jest łączący je pomost z gwiazd rozciągający się na 75 tys. lat świetlnych. Powtarzające się bliskie przejścia powinny ostatecznie zaowocować połączeniem się tej pary galaktyk w jedną, większą.
Niektóre źródła (np. baza SIMBAD, serwis Astronomy Picture of the Day) przyjęły inne oznaczenia – galaktyka PGC 36228 nosi oznaczenie NGC 3808B, jej większa sąsiadka NGC 3808A, zaś cały układ dwóch galaktyk oznacza się jako NGC 3808.